# Khonnor
Connor Kirby-Long, född 24 juli 1986, är en elektronisk musiker från St. Johnsbury, Vermont som släpper sin musik under namnet Khonnor. Han har publicerat verk under flera namn, bland annat Grandma, Gaza Faggot och I, Cactus. 
Han använder lågteknologiserade instrument som en mikrofon till en instruktionskurs i Japanska, förstärkare, gitarr och experimentella elektroniska effekter i hans inspelningar, vilket utforskar relationen mellan språk och ljud. Han har släppt en skiva, Handwriting, 2004.
Efter det har han avvikit mer och mer från sitt populära elektroniska sound och gått mer och mer åt ett rytmiskt sound. 
Khonnor har aktivt delat sin musik via Soulseek-fildelning. Hans skiva fick 9 av 10 i New Musical Express, och fick bra recensioner i flera större tidningar, som till exempel The New York Times.

## Diskografi
- Handwriting (2004)
- Softbo EP (2008)